# Cres (stad)
Cres (italienska: Cherso, tyska: Kersch, latin: Crepsa) är en stad och turistort på ön Cres i nordvästra Kroatien. Med sina 2 959 invånare (2001) utgör staden öns huvudort.

## Historia
Arkeologiska utgrävningar och fynd visar att området där staden Cres idag ligger har varit bebodd under forntiden. I staden finns en fornhistorisk borg vid namn Crepsa samt lämningar efter romare och de antika grekerna. Staden grundades troligtvis av liburnerna som var en illyrisk folkstam som bebodde ön före Kristi födelse. Under det första årtusendet e.Kr. besegrades illyrerna av romarna längs med den östra adriatiska kusten och flera öar intogs, däribland Cres. Efter det Västromerska rikets fall 476 kontrollerades staden av det Bysantinska riket. Under 600-talet anlände slaverna (dagens kroater) till Cres. Från slutet av 800-talet fram till 1400-talet kontrollerades staden stundom av det medeltida kroatiska kungariket, stundom av Bysans, Venedig och Ungern, även om kroaterna från och med 700-talet fram till 1409 dominerade staden. I slutet av medeltiden växte stadens betydelse då öns biskopssäte flyttade från orten Osor till Cres. Under 1400-talet fram till 1797 domineras staden av venetianarna även om österrikarna under en kort period i slutet av 1700-talet kontrollerade Cres. 1805-1814 intogs staden av franska styrkor och Cres inlemmades i de Illyriska provinserna. Därefter tillföll staden Österrike som behöll kontrollen över staden fram till första världskrigets slut 1918. 1918-1947 kontrollerades staden av Italien för att efter andra världskrigets slut 1945 inlemmas med Kroatien, då en del av Jugoslavien. 

## Arkitektur
Staden har en mur och två portar med stenbågar som ger staden en venetiansk prägel. I kyrkan Vår fru av snön av finns målningar av konstnärer från den venetianska skolan. Stadens loggia, som nu används som frukt- och grönsaksmarknad, uppfördes på 1500-talet. Vid hamnen finns förutom stadsporten flera renässanshus. Stadens kyrka är tillägnad stadens skyddshelgon, Sankt Isidorus. 